# Bonnot-Bande

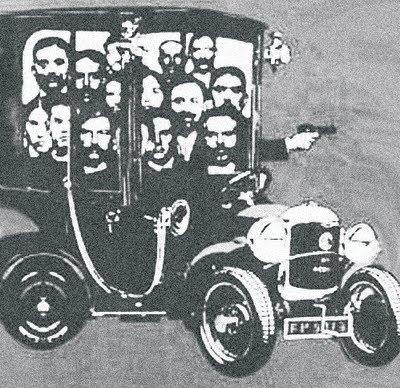
Die Bonnot-Bande auf einer Illustration in Le Figaro

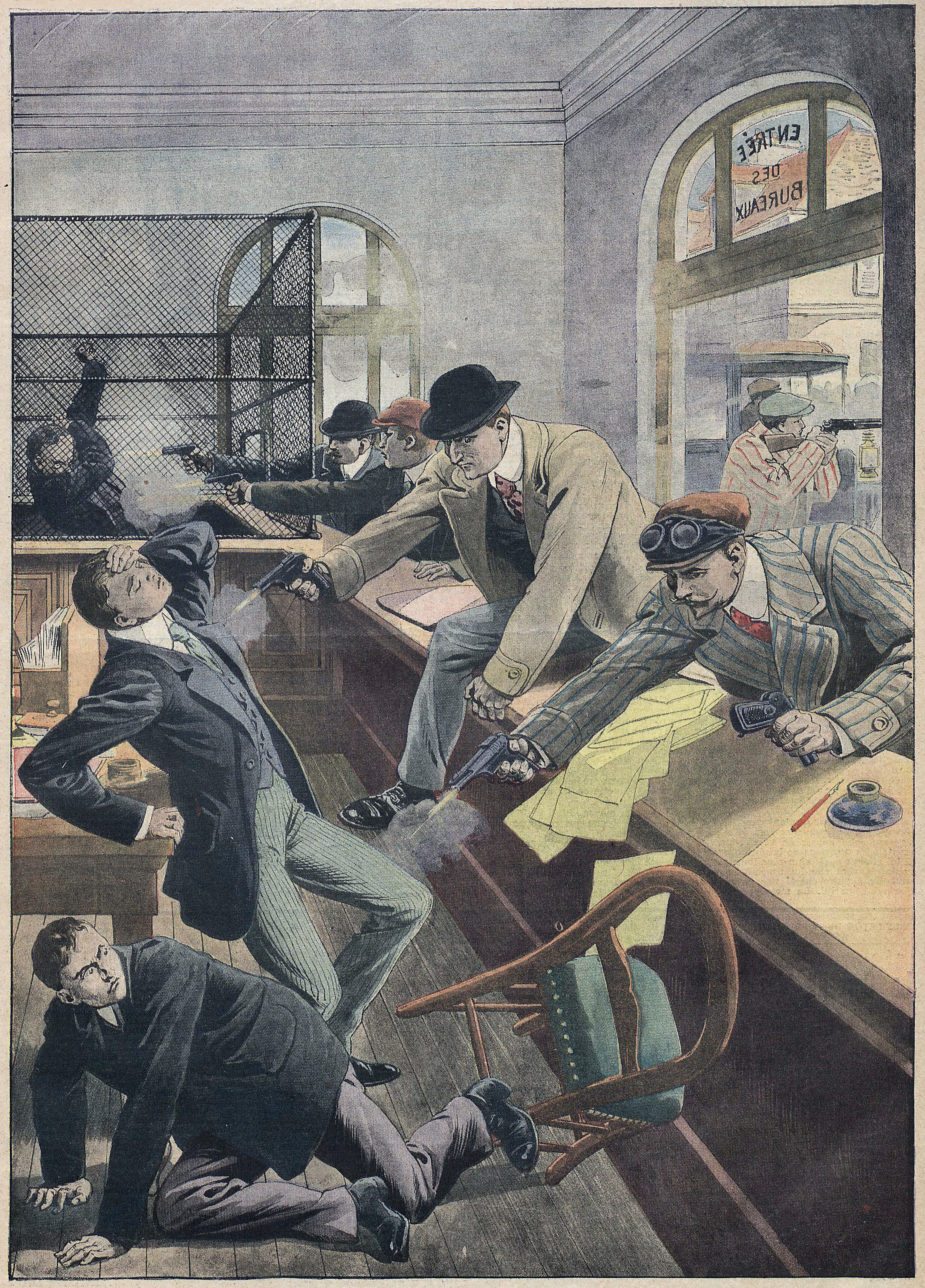
Überfall auf eine Filiale von Société Générale

Die Bonnot-Bande (La Bande à Bonnot) war eine kriminelle Gruppe, deren Mitglieder sich zum Anarchismus bekannten und die in den Jahren 1911/1912 in Frankreich und Belgien operierte. Sie setzte sich aus Personen zusammen, die sich mit der Philosophie des Illegalismus identifizierten. Die Bande nutzte eine für damalige Verhältnisse hochtechnisierte Ausrüstung wie Repetierbüchsen und Automobile, die der Polizei noch nicht zur Verfügung standen.

## Werdegang
Den ersten Bankraub unternahm die Bande bei der Bank Société Générale in Paris am 21. Dezember 1911. Die Bandenmitglieder entkamen anschließend in einem Auto (einem Delaunay-Belleville), den sie eine Woche zuvor gestohlen hatten. Weil erstmals bei einem Raubüberfall, wie auch bei den folgenden, teils äußerst brutal verübten Verbrechen gestohlene Kraftwagen zum Einsatz kamen, bezeichnete die Presse die Gruppe zunächst einfach als „Die Autobanditen“.
Die Gruppe blieb bis zum 25. März 1912 verbrecherisch aktiv (zwischenzeitlich auch in Belgien), dann erfolgte eine große, mit aller militärischer Härte durchgeführte, spektakuläre Verhaftungswelle seitens des französischen Staates, bei der alle Protagonisten der Gruppe getötet oder verhaftet wurden. Dem Gegenschlag waren umfangreiche, teilweise auch willkürliche Verhaftungen in der mutmaßlichen Sympathisantenszene der Bonnot-Bande vorausgegangen. Die Überlebenden der Gruppen wurden 1913 vor Gericht gestellt, viele von ihnen zum Tode verurteilt und anschließend guillotiniert.
Nachdem Jules Bonnot der populären Tageszeitung „Petit Parisien“ im Frühjahr 1912 ein Interview gegeben hatte, wurde die Organisation im Nachgang „die Bonnot-Bande“ genannt. Die Wahrnehmung der Presse, dass Bonnot eine vermeintliche Leitungsfunktion innerhalb der Gruppe hatte, wurde später auch dadurch gestärkt, als sein spektakulärer Tod während eines Schusswechsels mit der französischen Polizei in Nogent publik wurde.

## Mitglieder
Die Bonnot-Bande bestand ursprünglich aus einer Gruppe französischer Anarchisten rund um die individualanarchistische Zeitschrift L’Anarchie. Sie wurde von Octave Garnier, Raymond Callemin und René Valet gegründet. Es war Garniers Idee, Automobile für kriminelle Taten zu nutzen. Jules Bonnot stieß im Dezember 1911 dazu.
Hauptmitglieder der Bande waren:
- Raymond Callemin (la Science)
- Jules Bonnot (le Bourgeois), ein professioneller Autodieb
- René Valet, Sekretär der Revolutionären Jugend
- Anna Dondon, eine verurteilte Fälscherin
- Octave Garnier (le Terrassier), ein illegaler Kriegsdienstverweigerer
- Marie Vuillemin (la Belge)
- André Soudy (Pas de chance), ein junger an Tuberkulose erkrankter Lebensmittelhändler
- Édouard Carouy (le Rouquin), ein professioneller Einbrecher
- Jeanne Belardi, ein Italiener
- Jean De Boe, Organisator der revolutionären Gruppe Brüssel
- Élie Monier, ein illegaler Kriegsdienstverweigerer
- Eugène Dieudonné, ein Antimilitarist aus Nancy

Weitere, weniger zentrale Mitglieder waren der Chemiker, der Antimilitarist Marius Metge, Antoine Gauzy, Pierre Jourdan, Charles Reinart, Victor Serge, der russische Flüchtling Godorowski und Berbe Leclech.
Die politische und soziale Perspektive der Bande war maßgeblich von Bakunin und Pierre-Joseph Proudhon sowie Max Stirner, Ludwig Büchner, Friedrich Nietzsche und Félix Le Dantec geprägt. Bonnots Ideen stimmten mehr mit denen des Spätanarchisten Ravachol überein.

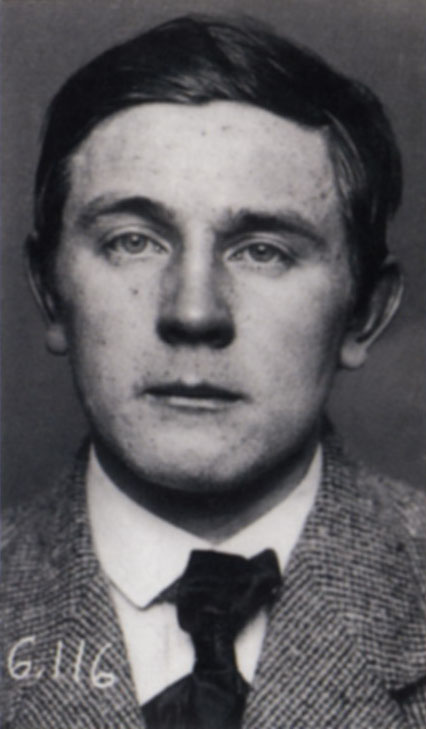
Raymond Callemin
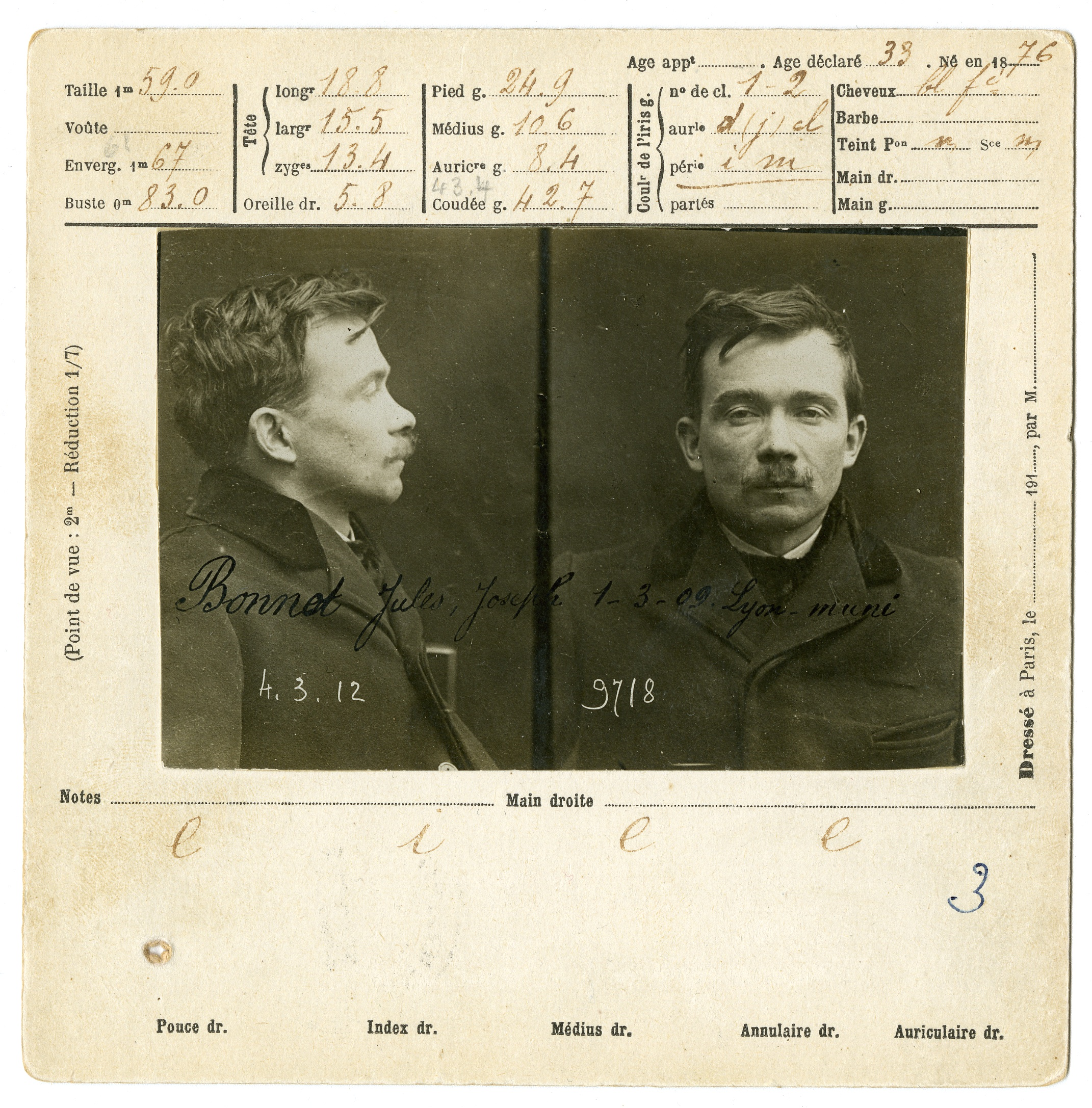
Jules Bonnot
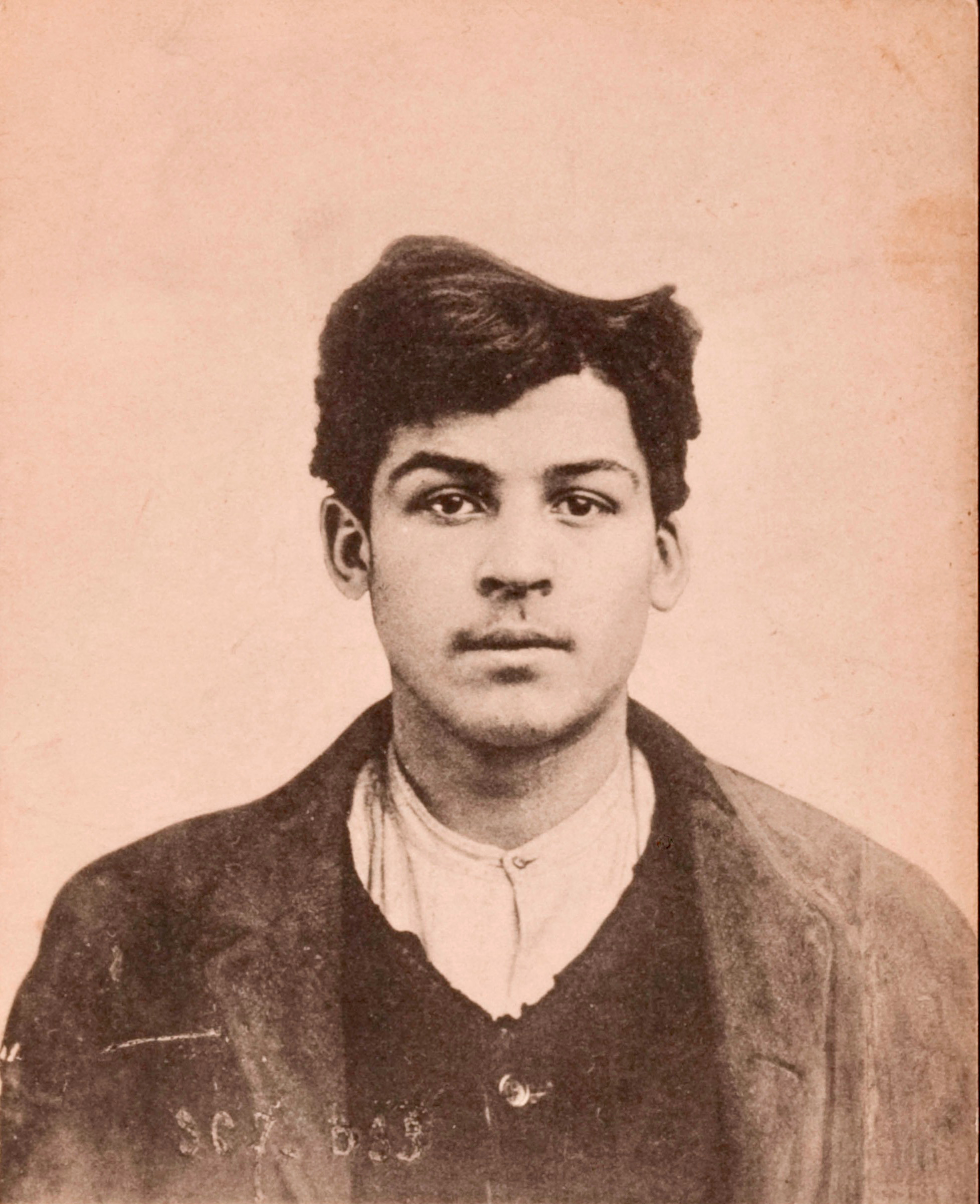
Octave Garnier
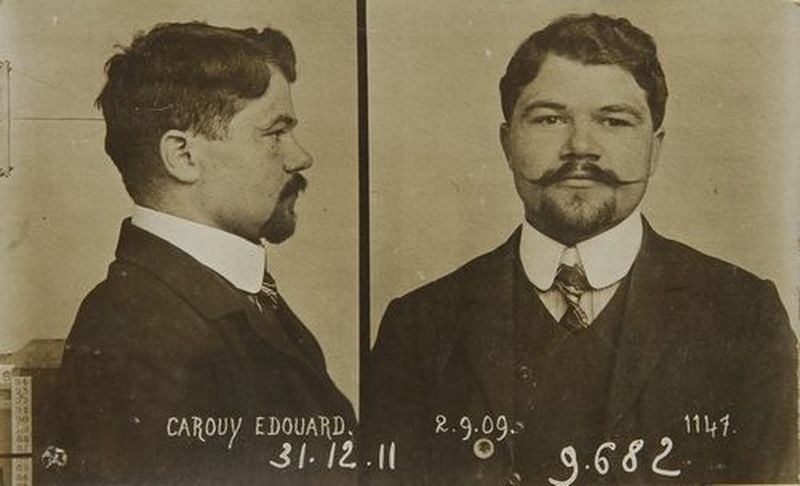
Édouard Carouy
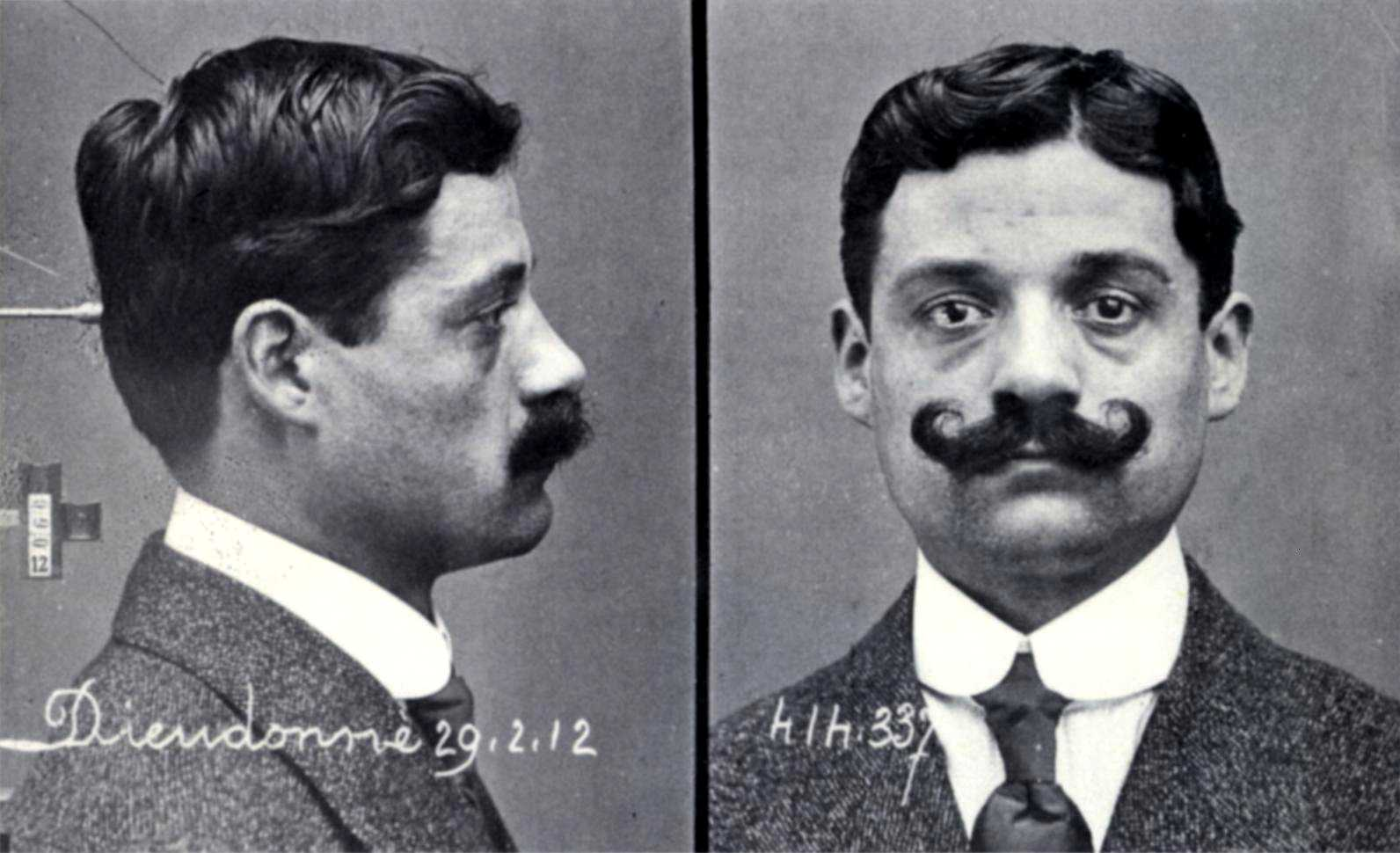
Eugène Dieudonné
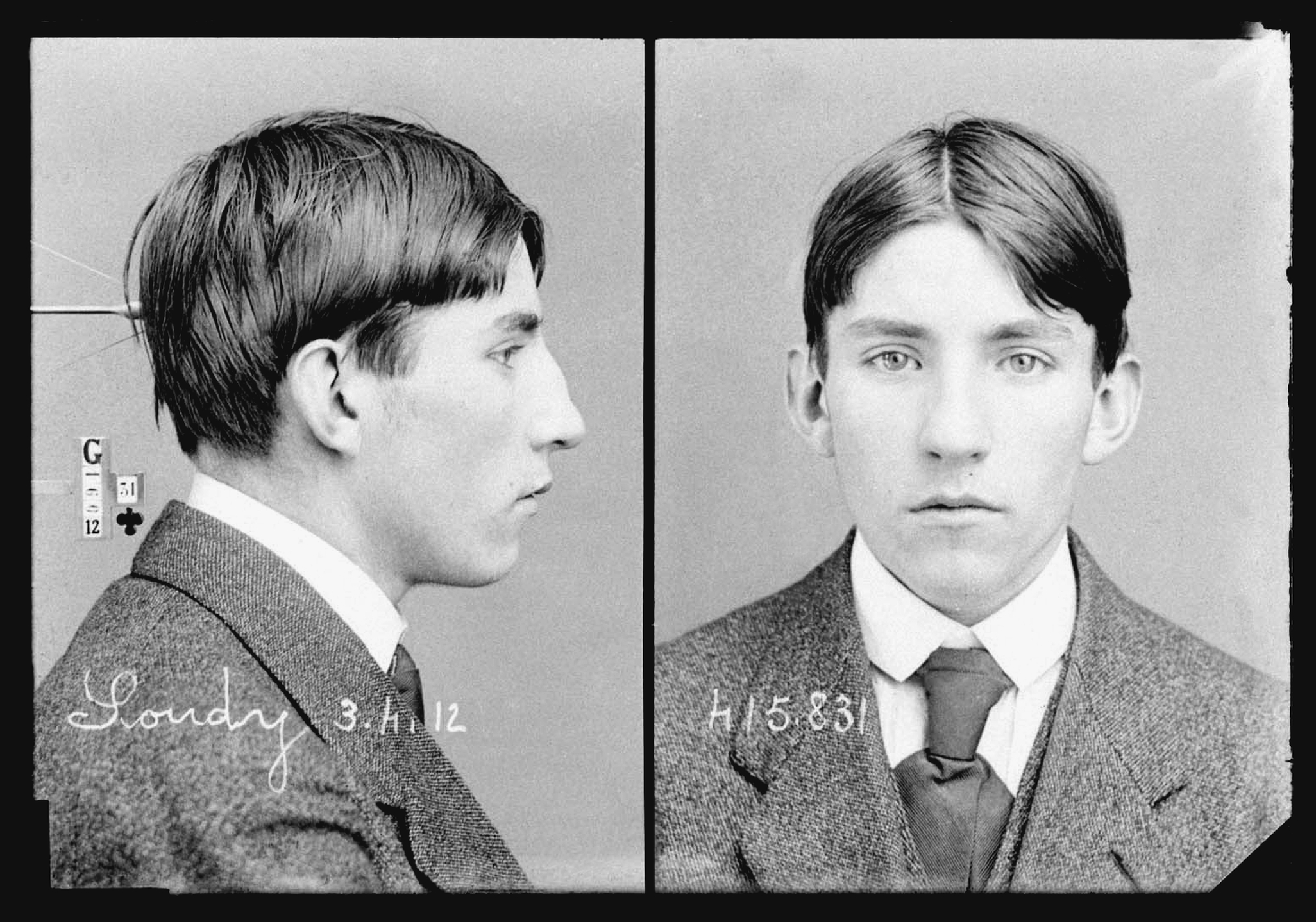
André Soudy

## Gerichtsverfahren
Das Gerichtsverfahren gegen die überlebenden Mitglieder begann am 3. Februar 1913. Victor Serge wurde zu fünf Jahren Gefängnis verurteilt, alle anderen zum Tode. Eugène Dieudonnés Strafe wurde später zu lebenslanger Haft umgewandelt, die von Édouard Carouy und Marius Metge zu lebenslanger Haft und Zwangsarbeit. Carouy beging Suizid. Metge wurde in eine Strafkolonie verbracht. Raymond Caillemin, Antoine Monnier und André Soudy verweigerten sich einem Gnadengesuch und starben durch die Guillotine.

## In der Populärkultur
Das Treiben der Bonnot-Bande bildete ein Vorbild der 1913 produzierten und seinerzeit sehr erfolgreichen Fantômas-Stummfilme, in denen das technische Wettrüsten zwischen Fantômas' Bande und der Pariser Sûreté (Überwachungstechniken, Biometrie, Einsatz von Fluchtwagen) eine wesentliche Rolle spielt.
Die Geschichte der Bonnot-Bande wurde 1968 im Film La bande à Bonnot von Philippe Fourastié mit Jacques Brel, Annie Girardot und Bruno Cremer erzählt. In den 1970er Jahren wurde sie auch in der Fernsehserie Mit Rose und Revolver thematisiert. Im Jahr 2006 wurde der Stoff fürs Kino in Les Brigades du Tigre erneut adaptiert. Hier übernahm Jacques Gamblin die Rolle des Jules Bonnot.
Jules Bonnots Lebensgeschichte wird in Pino Cacuccis Roman Besser auf das Herz zielen (2010) verarbeitet.